# Хуан Чжоу
Хуан Чжоу (кит. трад. 黃冑, упр. 黄胄, пиньинь Huáng Zhòu) (31 марта 1925, Лисянь, Чжили, Китайская Республика — 23 апреля 1997, Пекин, КНР) — китайский художник и общественный деятель, член Союза китайских художников. Член НПКСК шестого и седьмого созывов. Работал заместителем директора Института традиционной китайской живописи.

## Биография
Родился 31 марта 1925 года в Лисяне провинции Чжили (современная провинция Хэбэй).
С детства любил живопись и был самоучкой. Начав рисовать в детстве, не прекращал всю жизнь.
В 1933 году вместе с матерью переехал в город Баоцзи провинции Шэньси, где поступил в начальную школу.
В 1941 году умер его отец.
В 1949 году вступил в НОАК.
С 1950 года принимает участие в различных художественных выставках в Китае, имеет успех.
В 1953 году выиграл первый приз на Национальной молодежной художественной выставке.
В 1954 году женился на Чжэн Вэньхуэй.
Принимает участие в различных фестивалях и выставках, на ряде из которых получает награды.
В 1980 году занимает должность заместителя директора Института традиционной китайской живописи.
В 1988 году основал Художественный Фонд Хуан Чжоу, целью которого стал сбор средств на организацию в Пекине художественного музея Яньхуан.
В сентябре 1991 года открыт музей Яньхуан, первый в современном Китае художественный музей, основанный частным лицом.
Ушел из жизни 23 апреля 1997 года в Пекине.